# Tony Becker
Tony Becker (Los Angeles, 14 settembre 1963) è un attore statunitense.

## Filmografia parziale

### Cinema
- Una finestra sul cielo (The Other Side of the Mountain), regia di Larry Peerce (1975)
- Questa terra è la mia terra (Bound for Glory), regia di Hal Ashby (1976)
- Cody, regia di William D. Blackburn (1977)
- Il campo di cipolle (The Onion Field), regia di Harold Becker (1979)
- L'aquila d'acciaio (Iron Eagle), regia di Sidney J. Furie (1986)
- Agent Red, regia di Damian Lee (2000)
- Ghost Town: The Movie, regia di Jeff Kennedy e Dean Teaster (2004)
- The Hunters, regia di Chris Briant (2011)
- Savage, regia di Jordan Blum (2011)
- 2016, regia di Gary Anthony Sturgis (2017)

### Televisione
- Slattery's People (1965)
- Love Story (1973)
- The Texas Wheelers (1974-1975)
- Marcus Welby (1976)
- I Fitzpatricks (1977)
- The Oregon Trail (1976-1978)
- La casa nella prateria (1979)
- Una famiglia americana (1980-1981)
- MASH (1981)
- For Love and Honor (1983-1984)
- Stark - Luci sfolgoranti (1985) - Film TV
- Alamo - Tredici giorni di gloria (1987) - Film TV
- Matlock (1987)
- Disneyland (1980; 1987)
- Vietnam addio (1987-1990)
- La signora in giallo (1992)
- Un nemico in casa (1995) - Film TV
- Walker Texas Ranger (1996)
- Più forte ragazzi (2000)
- Squadra Med - Il coraggio delle donne (2001)
- Justified - L'uomo della legge (2011)